# Кхон (водопады)
Водопады Кхон (лаос. ຂກົກນເກະ ຜກະ ຜເກະງ) — каскад водопадов и порогов на реке Меконг в Лаосе. Находится в лаосской провинции Тямпасак близ городка Кхон, неподалёку от границы с Камбоджей.

## Расположение
Водопады расположены в нижнем течении Меконга на юге провинции Тямпасак, вблизи границы с Камбоджей, в 132 км к югу от административного центра провинции — Паксе, и за 354 км к юго-востоку от столицы страны — Вьентьяна.

## История
В конце XIX века французы сделали несколько безрезультатных попыток преодолеть препятствия водопада на канонерской лодке. В частности, в 1866 году здесь экспедиция, искавшая путь в Китай через Меконг, здесь потерпела неудачу.
Официальное открытие водопада произошло в 1920 году.

## Описание
Общая высота падения воды составляет 21 метр. Общая длина каскадов — 9,7 км. Водопад состоит из нескольких тысяч островов, бесчисленных водных рукавов и протоков, давая этой области имя «Si Phan Don», в переводе «4000 островов». Водопады Кхон — самые широкие в мире: средняя ширина составляет 10 783 м, максимальная — 12 954 м. Средний расход воды Меконга в этом месте составляет 11610 м³/с (5-е место среди водопадов мира), наибольший — 49 554 м³/с.
Является главным препятствием для судоходства на реке Меконг.

## Галерея

Водопады Кхон
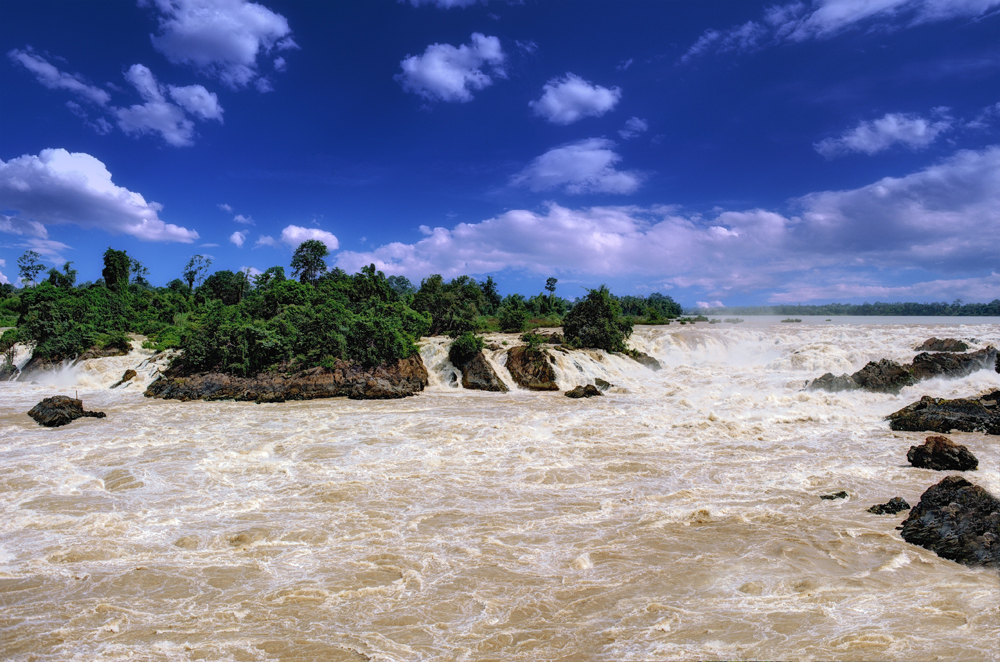
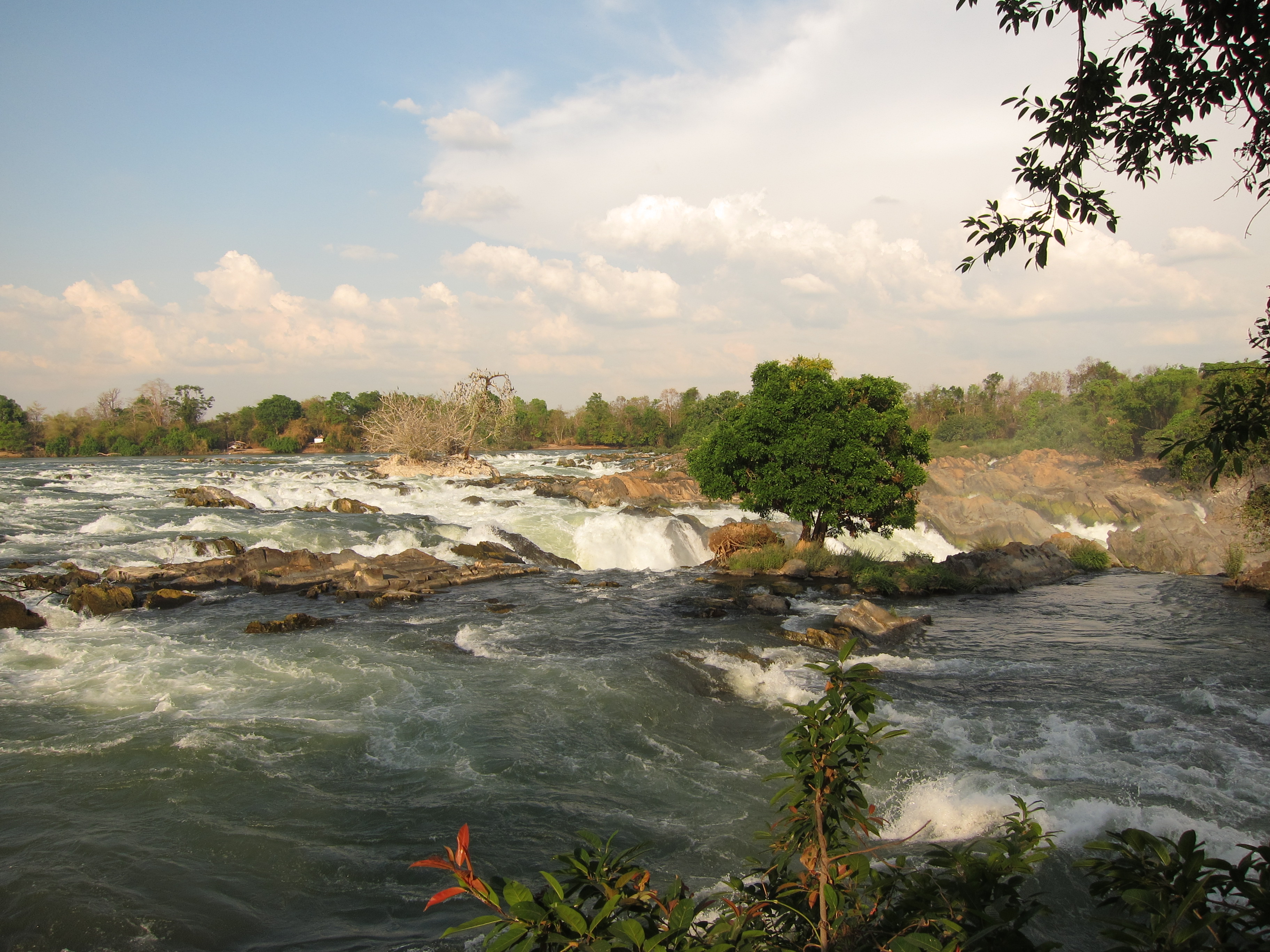
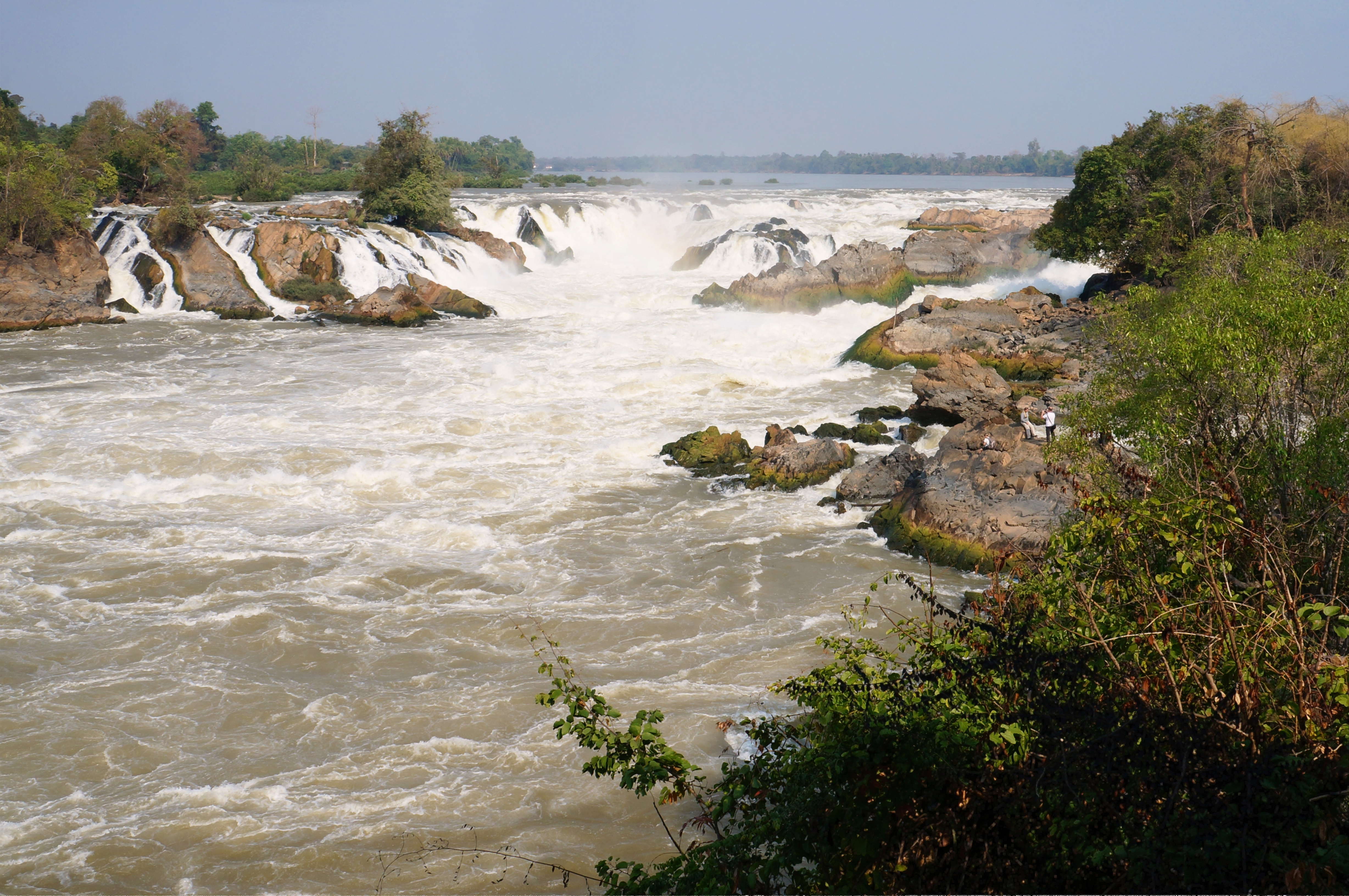
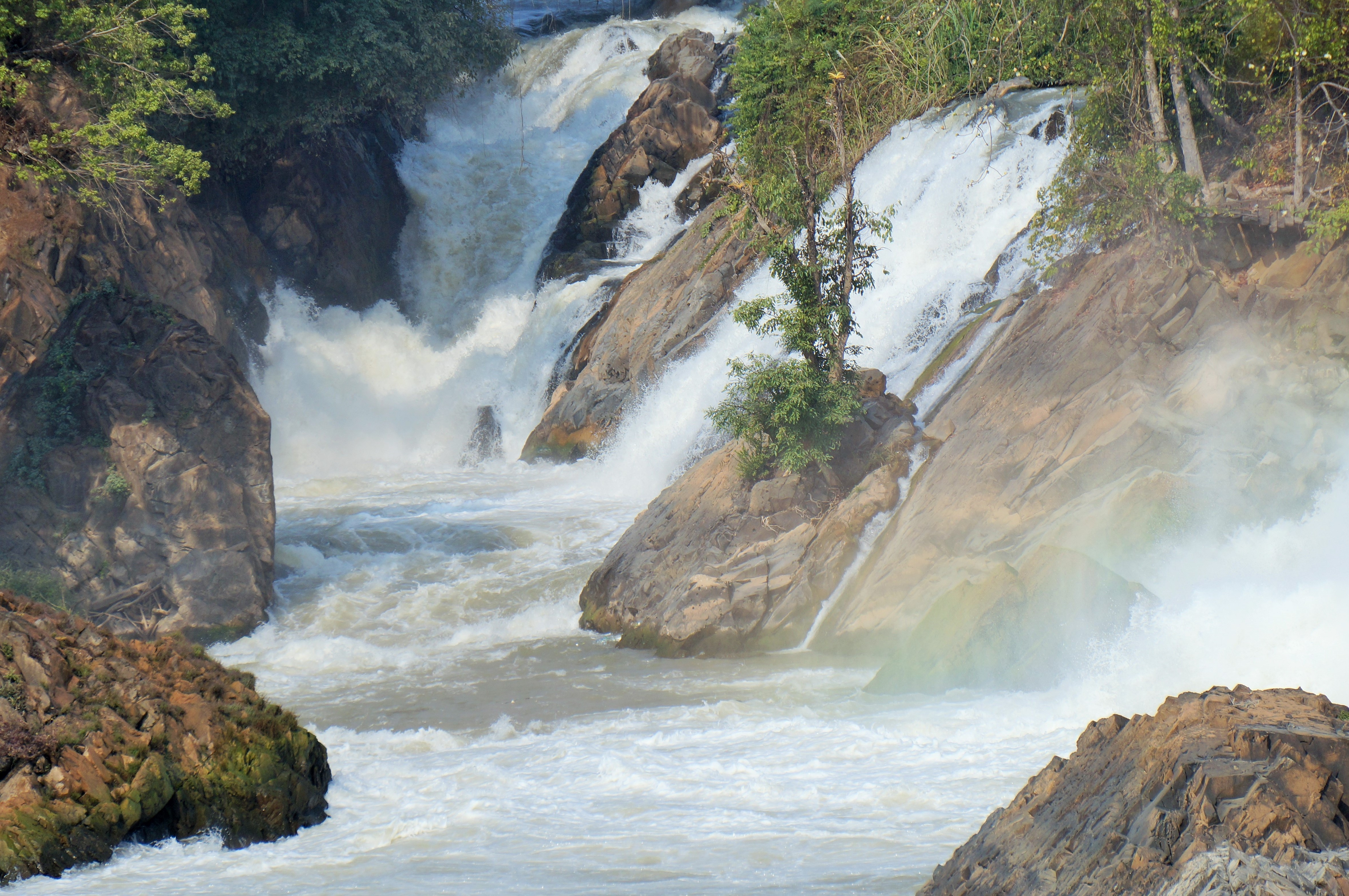